# マクシミリアン・エントルップ
マクシミリアン・エントルップ（Maximilian Entrup, 1997年7月25日 - ）は、オーストリア・ウィーン出身のサッカー選手。
オーストリア・ブンデスリーガ・LASKリンツ所属。ポジションはフォワード。

## 経歴

### クラブ
15歳の頃にオーストリア・ブンデスリーガに属するFKアウストリア・ウィーンの育成部門からエアステリーガ（オーストリア2部）に属するフローリツドルファーACの育成部門へ移籍。早い時期から頭角を現し弱冠17歳でプロ契約を結びトップチームに昇格する。
プロ契約1年目からチームの主力として定着、2016年3月11日のSCアウストリア・ルステナウ戦で初得点を記録する。
2016年7月からオーストリア・ブンデスリーガに属するSKラピード・ウィーンに所属している。